# كانديس كروغر
كانديس غايل كروغر ماثيوز (بالإنجليزية: Kandace Krueger) (ولدت في 27 مايو 1976) صحافية مغنية، مضيفة تلفزيونية أمريكية، وحاملة لقب ملكة جمال سابقة بعدما فازت بمسابقة ملكة جمال الولايات المتحدة الأمريكية 2001 ومثلت الولايات المتحدة الأمريكية في ملكة جمال الكون 2001 حيث حلت في الوصيفة الثانية.

## روابط خارجية
- كانديس كروغر على موقع IMDb (الإنجليزية)
- كانديس كروغر على موقع قاعدة بيانات الفيلم (الإنجليزية)